# Happy Harvest
Happy Harvest is een realtime online-boerderijspel, dat te spelen is op verschillende sociale netwerksites.
Bij Happy Harvest is de speler een boer die zijn boerderij onderhoudt. De speler verdient geld en ervaringspunten door gewassen en dieren te oogsten. Eerst moet de grond omgeploegd worden en dan moeten de gewassen ingezaaid worden. Afhankelijk van het gewas duurt het enkele uren tot dagen voordat het gewas volledig gegroeid is en geoogst kan worden.
Als spelers elkaar hebben toegevoegd als vriend op de sociale netwerksite kunnen ze elkaars buurman of -vrouw worden in Happy Harvest. Dit levert een aantal voordelen op: de spelers kunnen elkaars gewassen bemesten of kleine klusjes klaren, zoals het verjagen van ongedierte of het wieden van onkruid. De spelers kunnen elkaar ook dagelijks een cadeautje sturen.
Happy Harvest beperkt zich niet tot het groeien van gewassen: spelers kunnen ook dieren en machines kopen. Deze leveren net als gewassen na verloop van tijd geld op. Ten slotte zijn er ook nog decoratieve voorwerpen te koop. Deze leveren geen geld op, maar bij de aanschaf ervan krijgt de speler ervaringspunten.
Het spel is a freemium spel, wat betekent dat het spel gratis te spelen is maar de speler daarnaast premium inhoud kan kopen.
In januari 2012 heeft het spel op Facebook gemiddeld 860,000 dagelijkse spelers, maandelijks 2.2 miljoen. Wereldwijd heeft Happy Harvest in december 2011 een hoogtepunt van 10 miljoen maandelijks actieve spelers bereikt.
14 oktober 2016 is de stekker eruit getrokken en is het spel niet meer te spelen.

## Onderdelen in het spel

### Valuta
Happy Harvest kent twee muntsoorten in het spel: de normale munten (coins) en credits. De speler verdient credits door een niveau omhoog te gaan of door zeven dagen achter elkaar in te loggen, het kan ook dat de speler credits aanschaft met echt geld. Met credit(s) schaft de speler speciale items en gewassen aan die het spel gemakkelijker maken.

### Missies
Tot level 15 zijn er verschillende beginnersmissies. Deze zijn bedoeld om de speler wegwijs te maken in het spel. Na het behalen van de missie krijgt de speler een beloning. Regelmatig komen er in updates nieuwe missies. Voor deze missies geldt een deadline, waarna de missie verwijderd wordt.

### Levels
Als een speler genoeg ervaringspunten heeft behaald, stijgt hij in niveau. Hoe hoger het niveau van de speler is, des te meer gewassen en functies vrijgespeeld worden.

### Winkel
In de winkel kan je gewassen, dieren, tools en decoraties kopen. Deze kan de speler kopen in ruil voor coins of credits.

### Charm
Charm verkrijgt de speler door cadeaus te maken en die te versturen of te ontvangen van zijn vrienden. Hoe meer charm men heeft hoe meer opbrengst men krijgt bij het verkopen van de oogst. Ook zal het dagelijkse inlogcadeau groter zijn als je meer charm hebt.

### Fabriek
In de fabriek kunnen verschillende sieraden, boeketten en tools gemaakt worden.

### Machines
In het spel zijn verschillende machines te koop: een barbecue, weefmachine, custardmachine en drankmachine. In deze machines zijn gerechten en items te maken met de geoogste spullen. Sommige producten kunnen opgestuurd worden naar vrienden waarbij de charm stijgt.

## Updates
Gemiddeld kreeg het spel een keer per week een update. Deze update's stonden meestal in thema van een feestdag of een ander willekeurig onderwerp. Bij een update werden verschillende items en tijdelijke missies aan het spel toegevoegd.

## Verschillende versies
Het spel is op verschillende sociale netwerksites te spelen. De versies op deze verschillende sites zijn in verschillende talen en kunnen een aantal onderdelen niet hebben of verschillen van andere versies. In sommige talen hebben ze de naam Happy Harvest vertaald, of een andere Engelse naam gekozen.
| Taal       | Gebruikte spelnaam | Sociale netwerksite |
| ---------- | ------------------ | ------------------- |
| Chinees    | 開心農場           | Facebook            |
| Nederlands | Happy Harvest      | Hyves               |
| Duits      | Frohe Ernte        | Lokalisten          |
| Pools      | Happy Harvest      | NK                  |
| Portugees  | Colheita Feliz     | Orkut               |
| Duits      | Frohe Ernte        | Spielwiese          |
| Duits      | Frohe Ernte        | meinVZ              |
| Nederlands | Happy Harvest      | Netlog              |
|            |                    | Zingme              |
| Engels     | Ibibo Farm         | Ibibo               |
|            |                    | Sonico              |
| Hongaars   | Happy Farmer       | iWiW                |
| Thais      | Farm World         | Sanook              |